# Pyxicephalus edulis
Pyxicephalus edulis är en groddjursart som beskrevs av Peters 1854. Pyxicephalus edulis ingår i släktet Pyxicephalus och familjen Pyxicephalidae. IUCN kategoriserar arten globalt som livskraftig. Inga underarter finns listade i Catalogue of Life.